# 1334
Cette page concerne l'année 1334  du calendrier julien.
L'année 1334 est une année commune qui commence un samedi.

## Événements

### Asie
- Révolte dans la région de l’Issyk-koul et de l’Ili, au Turkestan. Le khanat de Djaghataï se scinde en deux : au nord le khanat de Mogholistan, au sud celui de Transoxiane[1]. Début du règne de Bouzoun, khan du Mogholistan (fin en 1338)[2].
- Le gouverneur Sayyid Ahsan Shâh se rend indépendant du sultanat de Delhi et fonde le sultanat de Madurai (fin en 1378)[3].

### Europe
- 18 juillet : pose de la première pierre du campanile de Giotto à Florence[4].
- 9 octobre : le roi de Pologne Casimir III le Grand élargit et augmente les privilèges des Juifs. La Charte de Kalisz de 1264 est appliquée à tout le royaume de Pologne[5].
- 23 novembre : tempête en mer du Nord. Inondations catastrophiques en Flandre et au Brabant à la suite de la rupture des digues[6].
- 20 décembre : début du pontificat de Benoît XII (Jacques Fournier, jusqu'en 1342)[7].

- Robert III d'Artois se réfugie en Angleterre[8].
- Levée de subsides en Angleterre : les bourgs sont redevables du dixième de leurs richesses, les comtés du quinzième. Londres est imposée à 11 000 £, Bristol à 2 200 £, York à 1 600 £, Newcastle à 1 300 £, Boston à 1 000 £ et Lincoln à 1 000 £[9].